# Heterischnus krausi
Heterischnus krausi là một loài tò vò trong họ Ichneumonidae.